# Kim Sun-chol
Kim Sun-chol – północnokoreański zapaśnik w stylu wolnym. Mistrz Azji w 1987 i drugi w 1989 roku. Piąty na igrzyskach azjatyckich w 1990 roku.